# Чиколекија (Потенца)
Чиколекија (итал. Ciccolecchia) је насеље у Италији у округу Потенца, региону Базиликата.
Према процени из 2011. у насељу је живело 121 становника. Насеље се налази на надморској висини од 882 м.